# آلیان ماکا
آلیان ماکا (انگلیسی: Alain Maca؛ زادهٔ ۱۰ فوریهٔ ۱۹۵۰) بازیکن فوتبال اهل ایالات متحده آمریکا است.
وی همچنین در تیم ملی فوتبال ایالات متحده آمریکا بازی کرده‌است.